# Aphrodisiac (Eleutheria Eleutheriou)
Aphrodisiac è un singolo della cantante greco-cipriota Eleutheria Eleutheriou, che ha rappresentato la Grecia all'Eurovision Song Contest 2012, avendo vinto una finale nazionale organizzata il 12 marzo di quell'anno da ERT ed Universal Music Greece.
La musica e le parole sono state realizzate da Dimitri Stassos, Mikaela Stenström e Dajana Lööf.

## All'Eurovision Song Contest 2012
La Grecia ha gareggiato nella prima metà della prima semifinale il 22 maggio, arrivando quarta con 116 punti e qualificandosi per la serata finale. Nella serata finale il brano si è classificato 17º, con 64 punti, rendendolo il primo brano greco a non arrivare nelle prime dieci posizioni della classifica dall'introduzione delle semifinali nel 2004; la classifica disgiunta vede il brano nono per il televoto e diciottesimo per il voto di giuria.

## Classifiche
| Classifiche (2012)                        | Posizione massima |
| ----------------------------------------- | ----------------- |
| Austria (Ö3 Austria Top 40)               | 56                |
| Belgium (Ultratip Flanders)               | 24                |
| Germany (Offizielle Deutsche Charts)      | 77                |
| Greece (Billboard)                        | 4                 |
| Belgium (Ultratip Wallonia)               | 38                |
| Ireland (IRMA)                            | 89                |
| Sweden (Digilistan)                       | 27                |
| UK Singles Chart (Official Chart Company) | 167               |

## Date di pubblicazione
| Stato   | Data           | Formato           | Etichetta       |
| ------- | -------------- | ----------------- | --------------- |
| Grecia  | 12 marzo 2012  | Download digitale | Universal Music |
| Cipro   | 12 marzo 2012  | Download digitale | Universal Music |
| Turchia | 12 aprile 2012 | Download digitale | Avrupa Music    |